# 萩原彦三

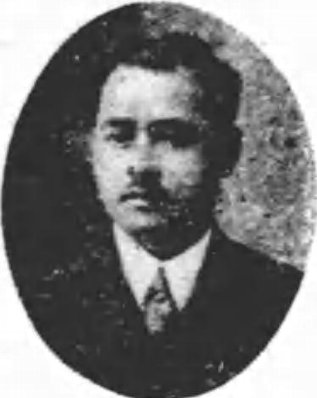
萩原彦三

萩原 彦三（はぎわら ひこぞう、1890年（明治23年）4月6日 - 1967年（昭和42年）10月15日）は、日本の拓務官僚。

## 経歴
埼玉県大里郡御正村（現在の熊谷市）出身。旧制熊谷中学、旧制第一高校を経て、1915年（大正4年）10月に文官高等試験に合格し、翌年に東京帝国大学法科大学法律学科を卒業した。朝鮮総督府試補、同参事官、同事務官、学務局学務課長・宗教課長、殖産局水産課長、総督官房文書課長、殖産局土地改良課長、咸鏡南道知事などを歴任した。
その後、拓務省管理局長、同殖産局長を経て、1937年（昭和12年）5月14日に拓務次官に就任し、1939年（昭和14年）4月15日に次官を辞して退官した。
退官後は朝鮮鉱業振興株式会社社長、朝鮮燐鉱株式会社社長などを務めた。

## 著書
- 『朝鮮行政法』巌松堂、1921年5月。
  - 『朝鮮行政法』（第8版）松山房、1933年6月。NDLJP:1908378。
  - 『朝鮮行政法』（第10版）松山房、1935年7月。NDLJP:1908426。
- 『農村巡訪記』萩原彦三、1934年12月。
- 『私の朝鮮記録』萩原彦三、1960年8月。
- 『朝鮮の土地調査』友邦協会〈友邦シリーズ 第1号〉、1966年1月。
- 『日本統治下の朝鮮における朝鮮語教育』友邦協会〈友邦シリーズ 第3号〉、1966年4月。
- 『韓国財政の整理改革 財政顧問目賀田種太郎の業績』友邦協会〈友邦シリーズ 第6号〉、1966年10月。
- 『朝鮮の救癩事業と小鹿島更生園』友邦協会〈友邦シリーズ 第9号〉、1967年9月。
- 『日本統治下における朝鮮の法制』友邦協会〈友邦シリーズ 第14号〉、1969年6月。
- 『朝鮮総督府官制とその行政機構』友邦協会〈友邦シリーズ 第15号〉、1969年11月。